# Binderveld
Binderveld is een dorp in de Belgische provincie Limburg en een deelgemeente van de gemeente Nieuwerkerken gelegen in de regio Noord-Haspengouw. het was een zelfstandige gemeente tot aan de gemeentelijke herindeling van 1971.

## Etymologie
Binderveld werd voor het eerst genoemd in 1135 als Bilrevelt. Later werd dat Berlevelt. Het zou een samenstelling zijn van het Oud-Germaans bilim (spits) en felda (woeste vlakte).

## Geschiedenis
Binderveld was een heerlijkheid, behorende tot het Graafschap Loon. De heren zetelden in het Kasteel van Binderveld. Gedurende de 17e eeuw werd het gebied geteisterd door plunderende troepen, zoals Kroatische (1636), Staatse (1637) en Lotharingse (1654) soldaten. Hierdoor raakte de oorspronkelijke kern bij het kasteel in verval en werd de kerk iets naar het noorden verplaatst. Uiteindelijk ontstond er vanuit deze nieuwe kern lintbebouwing langs de weg naar Nieuwerkerken.
De parochie was afhankelijk van die van Wilderen, en pas in 1842 werd Binderveld een zelfstandige parochie.

## Demografische ontwikkeling
- Bronnen:NIS, Opm:1831 tot en met 1970=volkstellingen; 1976 = inwoneraantal op 31 december

## Bezienswaardigheden
- Het Kasteel van Binderveld is een barok waterkasteeltje (1729) met een toren uit 1661. Van het ooit statige kasteel (12de eeuw) resteren momenteel enkel nog het poortgebouw en de watermolen. Rond 2010 dan ook gerestaureerd en één gemaakt met de richtlijnen recreatiegebied 'Kelsbeek-bedding' hetgeen inhoudt de verbinding tussen provinciale domeinen Nieuwenhoven en Het Vinne.
- De Elsbroekmolen ligt op de Melsterbeek die de grens vormt tussen Binderveld en Sint-Truiden. Door diverse verbouwingen bleef er van de oorspronkelijke installatie niets meer over. Het huidige complex dateert van 1910.
- De Sint-Jan Baptistkerk, uit 1842.

## Natuur en landschap
Binderveld ligt in Vochtig-Haspengouw. De hoogte bedraagt 30 à 40 meter, en de zuidgrens wordt gevormd door de Melsterbeek, welke min of meer in noordelijke richting stroomt en ten noorden van Geetbets in de Gete uitmondt.

## Nabijgelegen kernen
Runkelen, Metsteren, Nieuwerkerken, Grazen, Rummen

## Trivia
Sint-Jan-Baptist is de patroonheilige van Binderveld.
Deelgemeenten: Binderveld · Kozen · Nieuwerkerken · Wijer

Overige kernen: Schelfheide

Belgische gemeenten · Arrondissement Hasselt · Limburg · Vlaanderen